# Grămești
Grămești – wieś w Rumunii, w okręgu Suczawa, w gminie Grămești. W 2011 roku liczyła 1919 mieszkańców. 